# North American P-82 Twin Mustang
North American P-82/F-82 Twin Mustang byl americký eskortní a noční stíhací letoun. Byl to poslední pístový stíhací letoun, jehož výrobu americké letectvo objednalo. Konstrukce vycházela z osvědčeného typu North American P-51 Mustang. P-82 byl původně vyvíjen jako dálkový stíhací letoun, ale později vznikla také jeho noční stíhací verze. Radiolokátorem vybavené F-82F/G ve službě nahradily druhoválečné těžké noční stíhací letouny Northrop P-61 Black Widow. Během korejské války byly z Japonska startující F-82 mezi prvními letouny USAF, které zasáhly do bojů. První tři spojenecké sestřely v korejské válce byly dosaženy právě letouny F-82 Twin Mustang.

## Vývoj

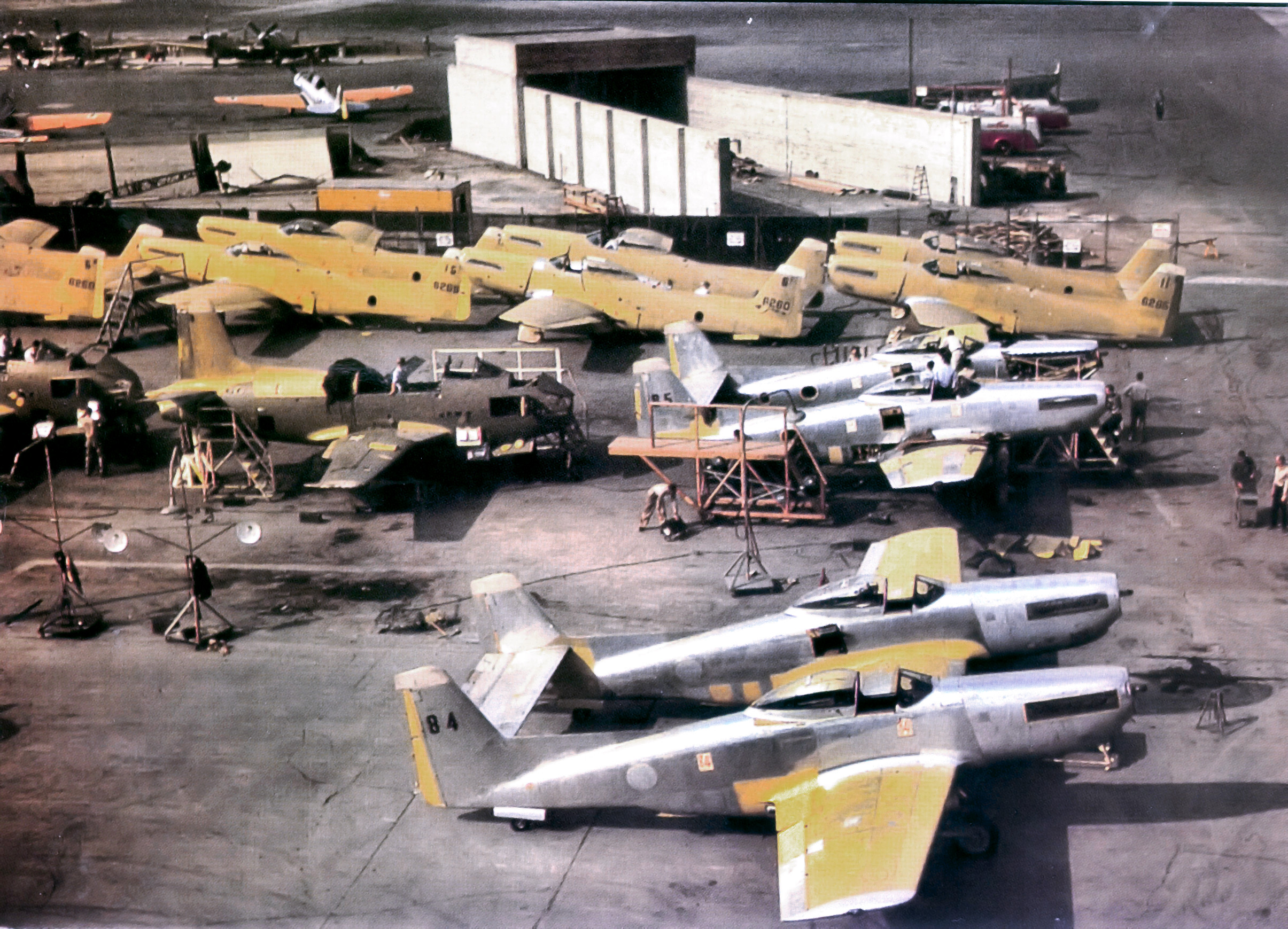
Twin Mustangy a dva proudové FJ-1 Fury během výroby ve firmě North American, 1948.

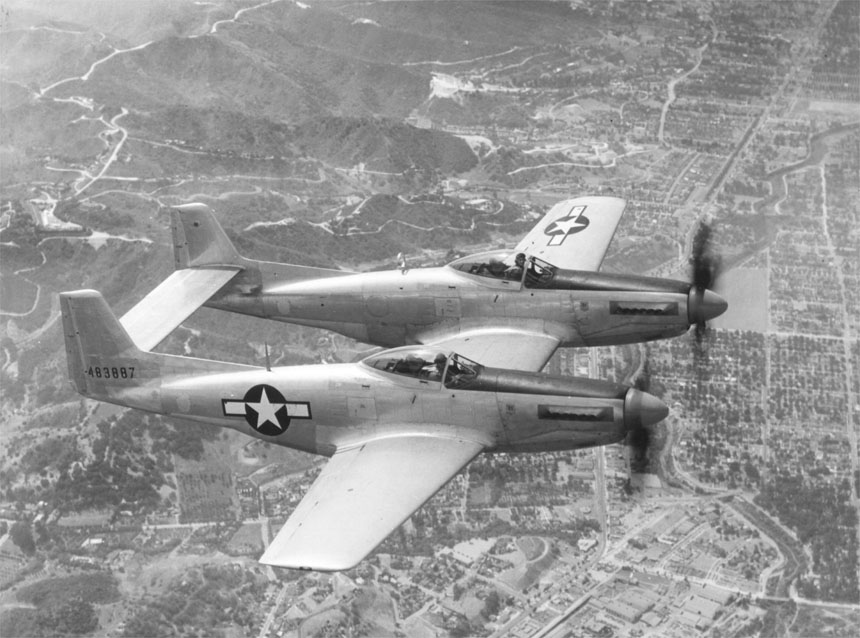
Druhý prototyp XP-82 během testů na kalifornské základně Muroc

P-82 byl původně vyvíjen jako dálkový doprovodný stíhač, který měl chránit americké těžké bombardéry Boeing B-29 Superfortress při útocích během americké invaze na japonské ostrovy. Základní projekt doprovodného stíhače byl USAAF představený v únoru 1944 a krátce nato byly objednány čtyři prototypy a 500 sériových kusů. Pro letoun byla zvolena dvoutrupá koncepce, která byla podobná například německému letounu Messerschmitt Bf 109Z.
Letoun tvořily dva prodloužené trupy varianty P-51H, spojené novým obdélníkovým prostředním křídlem a ocasní plochou. Odlišný byl čtyřstopý podvozek, kdy se každá z dvou hlavních podvozkových nohou sklápěla do trupu letounu. První prototyp a stíhací varianty P-82B a P-82E měly dvě pilotní kabiny, pozdější noční stíhací varianta měla jednoho pilota, zatímco druhý člen posádky obsluhoval radar.
Přestože několik draků P-82 bylo hotovo ještě před koncem druhé světové války, čekaly až do roku 1946 na motory, takže v této válce už žádný Twin Mustang nebojoval.
První dva prototypy XP-82 a počátečních 20 kusů varianty P-82B, poháněly motory Packard V-1650 (Rolls-Royce Merlin vyráběné v licenci americkou firmou Packard). S nimi dosahovaly skvělého doletu i výkonů, ovšem z politických důvodů nakonec musely ostatní kusy pohánět slabší motory Allison V-1710-100, aby byl podpořen domácí letecký průmysl. Tyto varianty měly menší rychlost a obecně horší výkony ve velkých výškách. Motory Allison dostal už třetí prototyp, označený XP-82A. Ten provázela řada problémů s pohonnými jednotkami. Stavba čtvrtého prototypu byla zrušena.

### P-82B

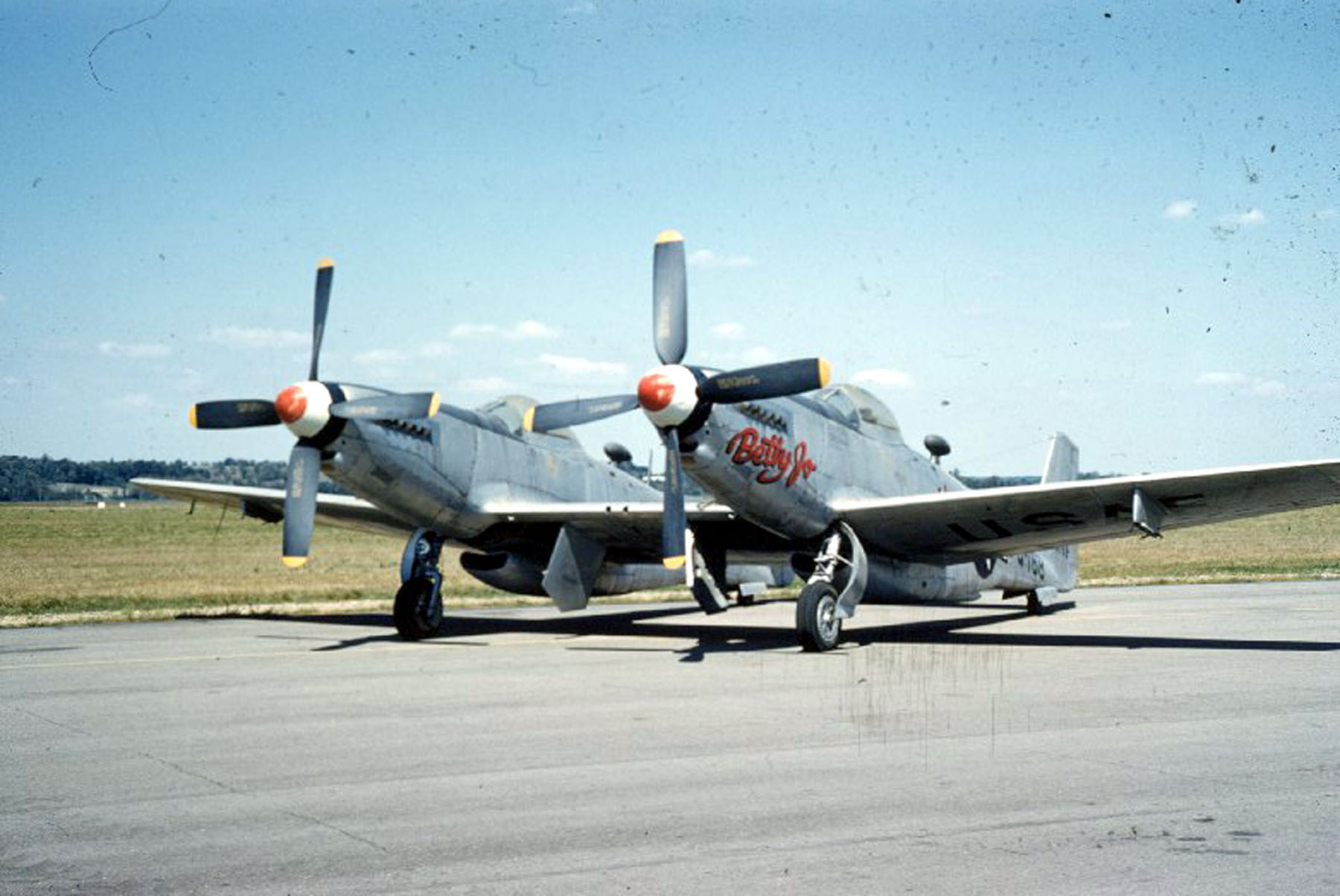
Rekordní F-82B "Betty Jo". Dobře je vidět řešení podvozku.

Varianta P-82 s motory Merlin nebyla vyráběna ve velkých sériích. Ještě během války USAAF objednalo stavbu 500 kusů P-82B, ale v prosinci 1945 byla objednávka snížena na 270 kusů. Továrna měla připravených 20 kusů draků P-82B, které byly pod označením P-82Z určené pro testování (jinak byly téměř shodné s XP-82). USAAF všechny tyto letouny zakoupilo. Dva byly dodány v lednu 1946, čtyři v únoru 1947 a 13 v březnu 1947.

### P-82C

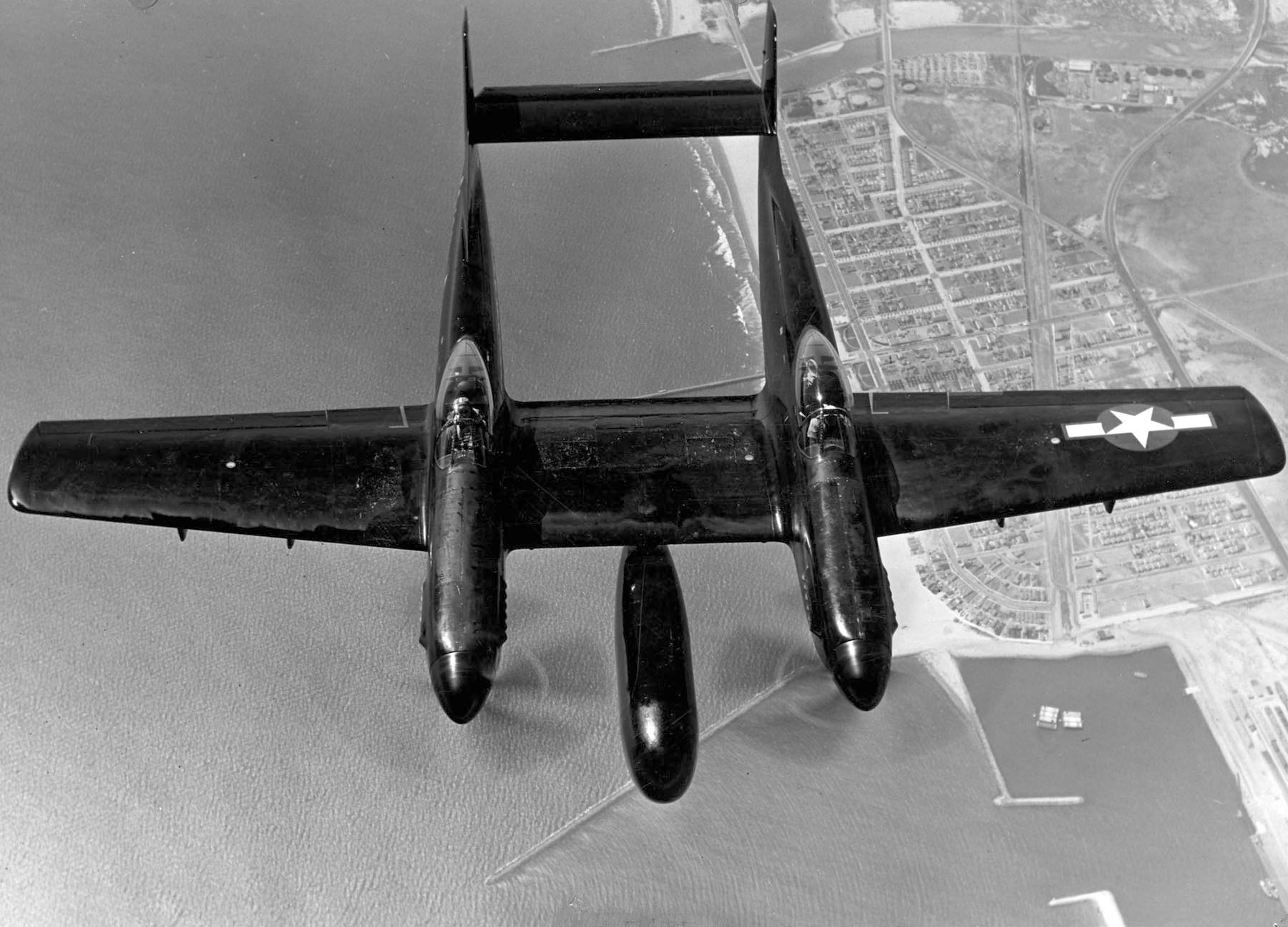
Prototyp F-82C. Dobře je vidět rozměrné těleso radaru zavěšené pod středem křídla.

Jeden kus P-82B byl v létě 1946 upraven a testován jako noční stíhací P-82C. Nesl pod střední částí křídla dlouhé pouzdro s radarem SCR-720, který nesl i typ P-61 Black Widow. Pravá kabina u něj byla vyhrazena pro operátora radaru. Sériová varianta byla označena P-82F.

### P-82D

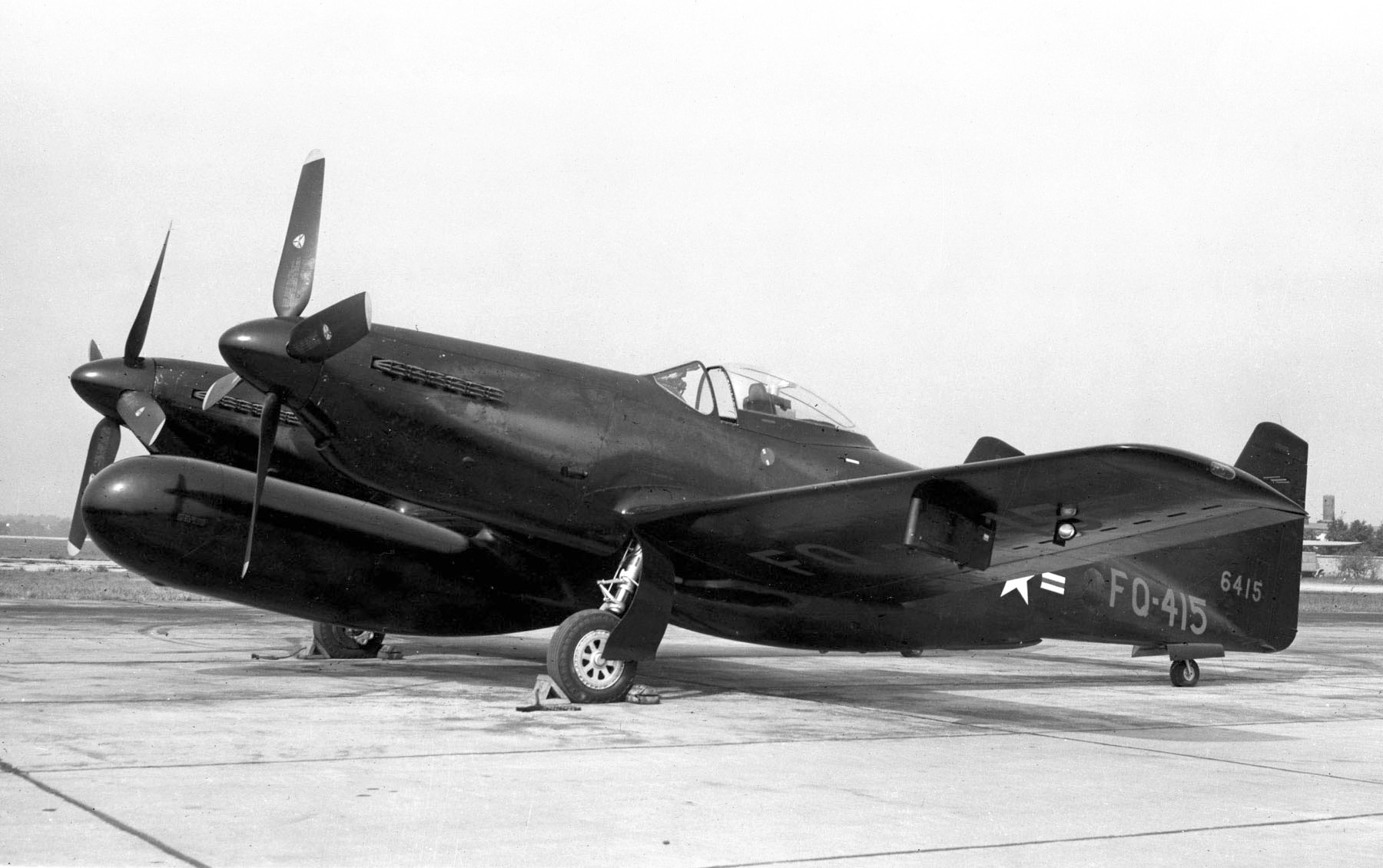
F-82F

Další z vyrobených P-82B byl základem jiné varianty Twin Mustangu pro noční stíhání, označené P-82D. Letoun měl lepší radar APS-4, který byl mnohem menší a pracoval s vlnovou délkou 3 cm. Sériová varianta P-82D byla označena P-82G

### P-82E
P-82E byly de facto variantou P-82B s motory Allison. Letectvo jich objednalo celkem 96 kusů a byly dodány během roku 1948. Dne 11. června 1948 bylo USAAF přeorganizováno na United States Air Force. Vedlo to i k přejmenování kategorie stíhacích letounů z pursuit na fighter, a proto se označení Twin Mustangu změnilo z P-82 na F-82.

### F-82F/G/H
Po skončení druhé světové války už nebyla potřeba eskortních stíhačů tak velká a USAF se rozhodlo nahradit letouny P-82 dosluhující noční těžké stíhačky Northrop P-61 Black Widow.
Noční stíhací varianta F-82F/G musela být značně upravena. Konstrukce byla vyzkoušena na dvou upravených P-82B. Pravá pilotní kabina už nebyla vybavena pro řízení letounu, ale upravena na stanoviště operátora radaru. Pod střední částí křídla bylo podvěšené dlouhé pouzdro radaru, které mělo umožnit, aby byl radar před vrtulemi letounu. Kupodivu tato úprava příliš nepoznamenala výkony letounu. Radar bylo možné nouzově odhodit, například před nouzovým přistáním, stalo se také, že se utrhla během manévru s vysokým přetížením.
První F-82F/G, které se lišily především typem radaru, se dostaly do služby v roce 1948. V polovině roku sloužilo v USAF celkem 225 letounů F-82 v modifikacích E, F a G. F-82G sloužily také v 347. stíhací skupině v Japonsku. F-82 upravené pro službu v arktických podmínkách, označené F-82H, byly nasazeny na Aljašce.

## Operační nasazení

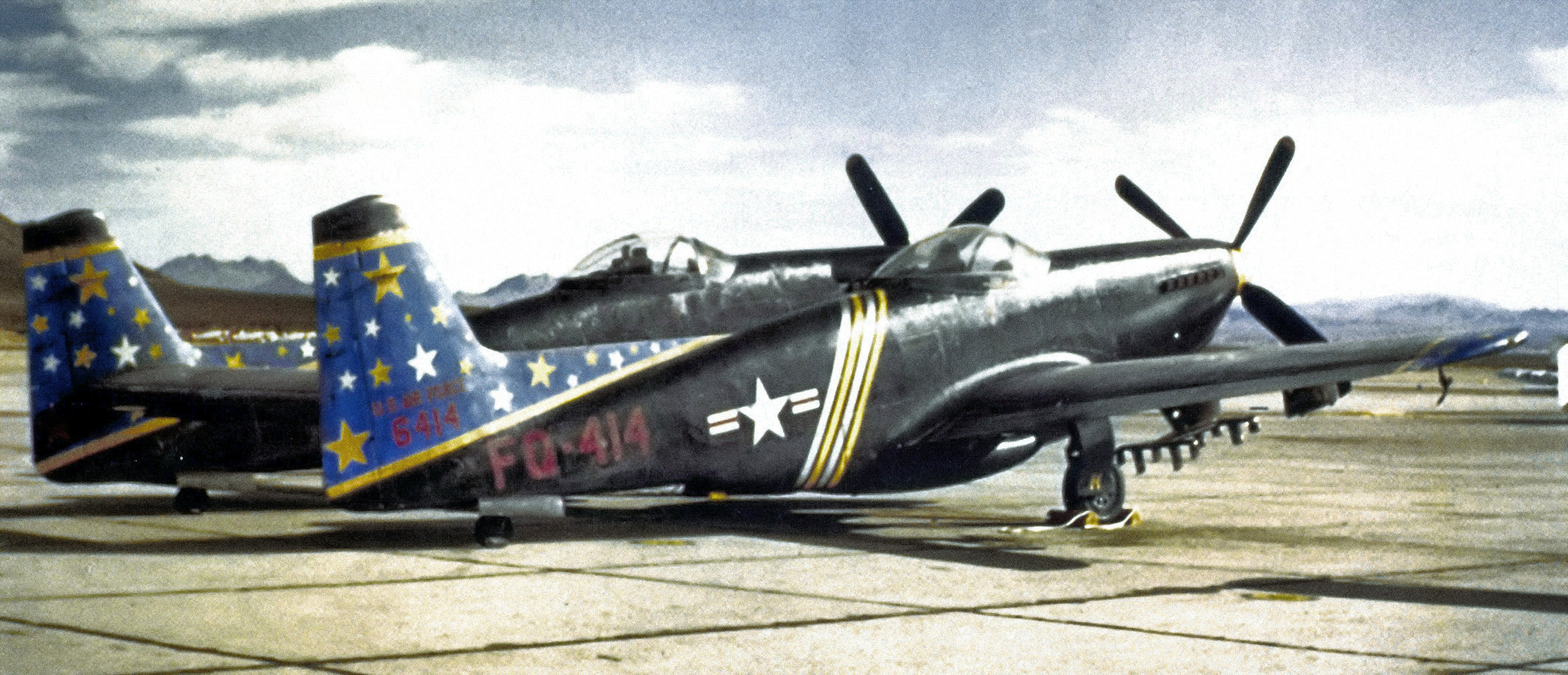
F-82F ze stavu 27. stíhacího křídla Strategického letectva na základně Bergstrom v Texasu.

### Strategické letectvo
F-82E byla první varianta Twin Mustangu v operační službě. První kusy byly v roce 1948 zařazeny do stavu 27. stíhacího křídla na základně Kearney v Nebrasce. Ta je až do roku 1958 používala k doprovodu letounů Boeing B-29/B-50 Superfortress a Convair B-36 Peacemaker strategického letectva. Ve strategickém letectvu sloužily jen krátce a to do března 1953, i tak se ale 27. stíhací křídlo stalo poslední jednotkou Strategického letectva, používající pístové stíhací letouny.

### Korejská válka
Na počátku korejské války v červnu 1950 americké síly evakuovaly americké civilisty, včetně žen a dětí, z Jižní Koreje. Celkem 682 lidí bylo odvezeno 26. června na palubě norské lodi Reinholte, která je převezla z Inčchonu do japonského přístavu Sasebo. Ostatní měly odvézt dopravní letouny Douglas C-54 Skymaster. Protože se americké velení obávalo, že by se dopravní letouny pokusilo sestřelit Severokorejské letectvo, požádalo o jeho stíhací doprovod.
Proudové letouny Lockheed F-80 Shooting Star byly k dispozici, ale měly příliš malý dolet na to, aby mohly letoun chránit celou dobu a pístové F-51 Mustang nebyly k dispozici. Na základnách v Japonsku a na Okinawě ale byly k dispozici tři squadrony pro operace za každého počasí (F(AW)S) se stroji F-82G. Byly to 4th F(AW)S, 339th F(AW)S a 68th F(AW)S na letištích Mizawa, Jokota a Itazuke. Pro ochranu evakuace vzlétlo 27 F-82G.
Když zrána tři letky F-82G dorazily na letiště Kimpo, spatřily přibližující se skupinu pěti severokorejských stíhacích letounů typů Jak-9, Jak-11 a La-7 mířících k letišti. Jeden z Jaků-9 zasáhl ocasní plochy F-82G Lt. Charlese Morana. Naopak Lt. William G. "Skeeter" Hudson zasáhl jeden Jak-11, který začal hořet a jeho pilot z něj vyskočil. Přistál na letištní ploše, kde se jej pokusili zajmout jihokorejští vojáci, ale byl zabit v přestřelce. O chvíli později Lt. Moran přímo nad letištěm sestřelil jednu La-7, zatímco Maj. James W. Little sestřelil další La-7 o několik mil dále. Dopravní letoun letiště opustil bez poškození a F-82G z 68. a 339. F(AW)S sestřelily tři z pěti útočníků. Pilot Lt. William G. "Skeeter" Hudson a jeho radarový operátor Lt. Carl Fraiser tak dosáhli prvního vzdušného vítězství USAF a pravděpodobně prvního amerického vzdušného vítězství korejské války.
Twin Mustangy v Koreji bojově operovaly celý rok 1951 a během dalšího roku je v jejich úkolech vystřídaly nové proudové letouny Lockheed F-94 Starfire. Během války F-82 zničily celkem 20 nepřátelských letounů, z toho 4 ve vzduchu a 16 na zemi.

### Aljaška
V létě 1952 byly F-82 přelétnuty z Koreje do Japonska, aby byly jako F-82H upraveny pro službu v arktických podmínkách. Většina těchto letounů měla sloužit jako stíhací doprovod strategických bombardérů B-36 Peacemaker při případném útoku na Sovětský svaz a Twin Mustangy se tak vrátily ke své původní úloze. Zbytek letounů na Aljašce sloužil až do roku 1953, kdy byly pro značné opotřebování a nedostatek náhradních dílů vyřazeny z provozu a většina tu byla i sešrotována.

## Rekordy
P-82B, sériového čísla 44-65168, pojmenovaná "Betty Jo" vytvořila 27. února 1947 rekord, když bez mezipřistání přeletěla z Havajských ostrovů do New Yorku. Letoun uletěl vzdálenost 8129 km (5051 mil) za 14 hodin a 32 minut (tedy průměrnou rychlostí 559 km/h (347,5 mil/h)). Jde o dodnes platný rekord dálkového přeletu pístového stíhacího letounu (nejdelší let pístového letounu vůbec provedl letoun Scaled Composites Voyager amerického konstruktéra Burta Rutana).

## Specifikace

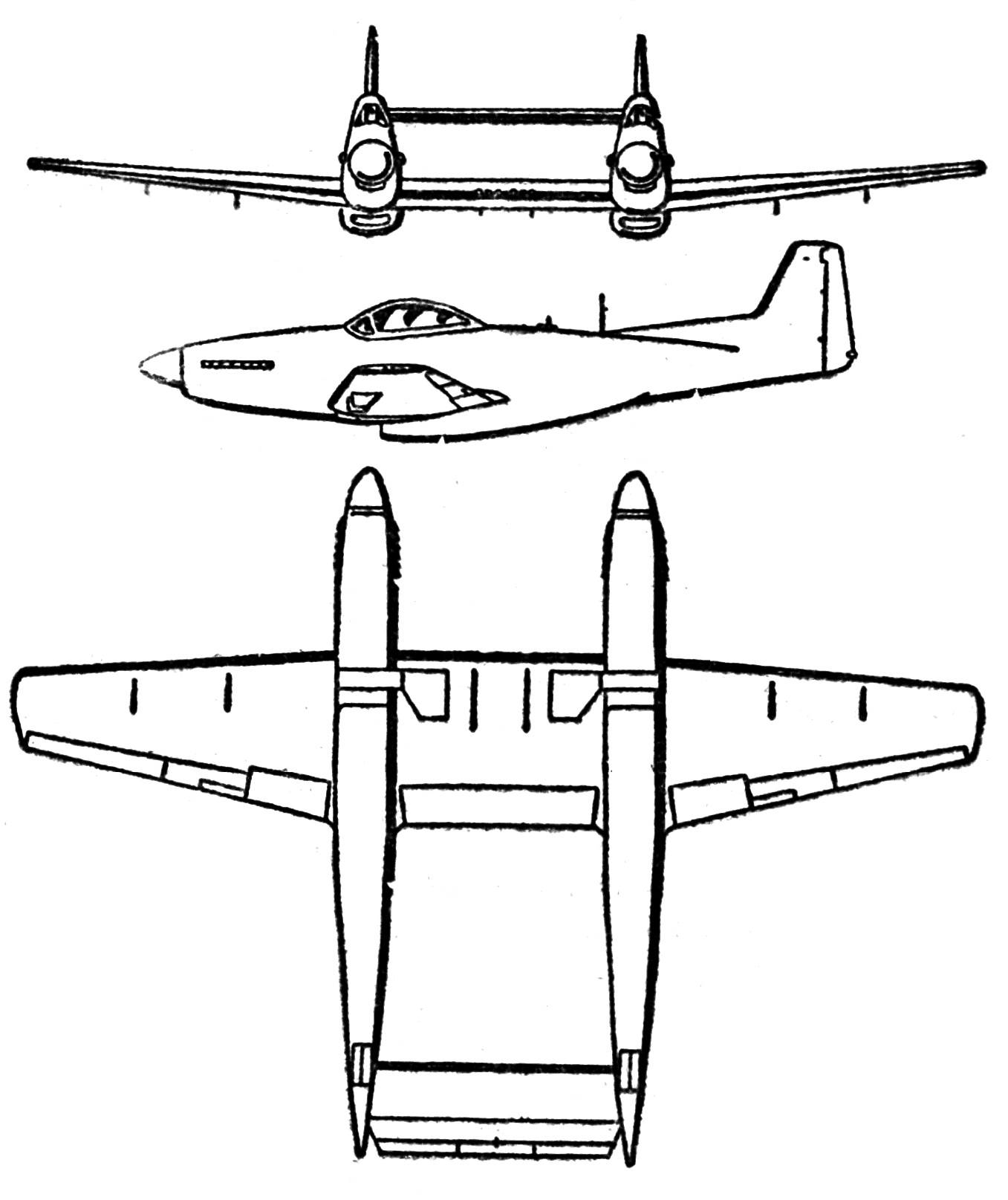
Třípohledový nákres North American F-82

### Technické údaje
- Posádka: 2
- Rozpětí: 15,62 m
- Délka: 12,93 m
- Výška: 4,22 m
- Nosná plocha: 37,90 m²
- Hmotnost prázdného letounu: 7271 kg
- Max. vzletová hmotnost: 11 632 kg
- Pohonná jednotka: 2 × vidlicový dvanáctiválec Allison V-1710-143/145
  - Výkon motoru: 1600 hp (1200 kW)

### Výkony
- Nejvyšší rychlost: 740 km/h ve výšce 7400 m
- Dostup: 11 855 m
- Dolet: 3605 km

### Výzbroj
- 6 × 12,7mm kulomet M3 Browning
- 25 × 127mm neřízené rakety HVAR
- až 1 900 kg pum